# Nerf supra-claviculaire
Les nerfs supra-claviculaires sont un ensemble de nerfs sensitifs issus du plexus cervical superficiel qui se répartissent en trois groupes :
- les nerfs supra-claviculaires médiaux,
- les nerfs supra-claviculaires intermédiaires,
- les nerfs supra-claviculaires latéraux.

## Origine
Les nerfs supra-claviculaires proviennent des branches antérieures des troisième et quatrième nerfs cervicaux. Ils émergent sous le bord postérieur du muscle sternocléidomastoïdien.

## Trajet
Les nerfs supra-claviculaires descendent dans la région sus-claviculaire sous le muscle platysma et le fascia cervical qu'ils perforent près de la clavicule pour de venir cutanés.

### Nerf supra-claviculaire médial
Les nerfs supra-claviculaires médiaux croisent obliquement la veine jugulaire externe et les chefs claviculaire et sternal du muscle sternocleidomastoidien et innervent la peau jusqu'à la ligne médiane et l'articulation sterno-claviculaire.

### Nerf supra-claviculaire intermédiaire
Les nerfs supraclaviculaires intermédiaires croisent la clavicule et innervent la peau recouvrant les muscles grand pectoral et deltoïde. Ils communiquent avec les branches cutanées des nerfs intercostaux supérieurs.

### Nerf supra-claviculaire latéral
Les nerfs supra-claviculaires latéraux passent obliquement à travers la surface externe du muscle trapèze et de l'acromion, et innervent la peau des parties supérieure et postérieure de l'épaule.

## Zones d'innervation
L'ensemble des nerfs supra-claviculaires innervent la peau au-dessus de l'épaule.

## Aspect clinique
Un bloc nerveux supra-claviculaire est utile lors d'une intervention chirurgicale sur l'épaule, anesthésiant une grande surface de peau
Les nerfs supra-claviculaires sont vulnérables lors d'interventions chirurgicales sur la clavicule et doivent être identifiés dès le début des interventions chirurgicales afin de réduire le risque de lésion nerveuse et de névrome.